# شامسة مخضوضرة
دودة برعم التبغ (الاسم العلمي: Heliothis virescens) (بالإنجليزية: tobacco budworm)‏ هي نوع من الحشرات يتبع جنس الشامسة من فصيلة الليليات.